# Lathys albida
Lathys albida là một loài nhện trong họ Dictynidae.
Loài này thuộc chi Lathys. Lathys albida được Willis J. Gertsch miêu tả năm 1946.